# Tom Hiddleston
Thomas William „Tom“ Hiddleston (* 9. února 1981 Westminster, Londýn) je britský herec.

## Biografie
Narodil se v londýnském Westminsteru Dianě Patricii a Jamesi Normanu Hiddlestonovým (otec byl vědcem v oboru fyzikální chemie a také byl generálním ředitelem farmaceutické společnosti). Studoval na škole Dragon School v Oxfordu, na Eton College v Berkshiru, na Univerzitě v Cambridgi a následně herectví na Královské akademii dramatického umění, které absolvoval v roce 2005.

### Herecká kariéra
Ještě během studií na univerzitě hrál v inscenaci Tramvaj do stanice Touha od Tennessee Williamse. Nedlouho poté dostal svou první roli v televizním filmu The Life and Adventures of Nicholas Nickleby (2001), který je natočen podle románu Charlese Dickense. Zahrál si také ve filmu Stahující se mračna nebo v několika seriálech. V seriálu Wallander účinkoval v šesti epizodách a byl nominován na cenu Crime Thriller Award pro nejlepšího herce ve vedlejší roli.
Do filmu Thor (2011) ho obsadil režisér Kenneth Branagh díky jejich předchozí spolupráci v seriálu Wallander. Hiddleston původně zkoušel roli Thora, nicméně nakonec získal roli Thorova bratra Lokiho. Tuto postavu si zopakoval i v dalších filmech Avengers (2012), Thor: Temný svět (2013), Thor: Ragnarok (2017), Avengers: Infinity War (2018), Avengers: Endgame (2019) a v seriálu Loki (2021).
K jeho dalším rolím patří např. Edward ve filmu Archipelago, F. Scott Fitzgerald ve snímku Půlnoc v Paříži, kapitán Nicholls ve filmu Válečný kůň nebo Freddie Page ve snímku Bezedné moře. V roce 2012 si zahrál prince Hala a později anglického krále Jindřicha V. v životopisné sérii V kruhu koruny.
V českém znění Hiddlestona nejčastěji dabují Lumír Olšovský a David Švehlík.

## Filmografie

### Film
| Rok  | Název                        | Role                   | Poznámky |
| ---- | ---------------------------- | ---------------------- | --- |
| 2006 | Unrelated                    | Oakley                 | nominace – Chlotrudis Award v kategorii nejlepší herec ve vedlejší roli |
| 2010 | Archipelago                  | Edward                 | nominace – Evening Standard British Film Award v kategorii nejlepší herec |
| 2011 | Thor                         | Loki                   | Empire Award v kategorii nejlepší nováček – herec nominace – BAFTA – ocenění pro stoupající hvězdu nominace – Cena Saturn v kategorii nejlepší herec ve vedlejší roli nominace – Scream Award v kategorii objev roku – herec |
| 2011 | Půlnoc v Paříži              | F. Scott Fitzgerald    | nominace – Phoenix Film Critics Society Award v kategorii nejlepší filmové obsazení |
| 2011 | Válečný kůň                  | kapitán Nicholls       | |
| 2011 | Žádost o přátelství odeslána | Tom                    | krátkometrážní film |
| 2012 | Bezedné moře                 | Freddie Page           | |
| 2012 | Out of Time                  | muž                    | krátkometrážní film |
| 2012 | Avengers                     | Loki                   | Filmová cena MTV v kategorii nejlepší souboj a nejlepší zloduch nominace – Teen Choice Award v kategorii nejlepší filmový zloduch nominace – Kids' Choice Award v kategorii nejlepší filmový zloduch                         |
| 2012 | Out of Darkness              | muž                    | krátkometrážní film |
| 2013 | Přežijí jen milenci          | Adam                   | |
| 2013 | Exhibiton                    | Jamie Macmillan        | |
| 2013 | Thor: Temný svět             | Loki                   | |
| 2014 | A zase ti Mupeti!            | Great Escapo           | cameo |
| 2014 | Zvonilka a piráti            | James Hook (hlas)      | |
| 2015 | Unity                        | vypravěč               | dokument |
| 2015 | High Rise                    | dr. Robert Laing       | nominace – British Independent Film Award v kategorii nejlepší herec nominace – Evening Standard British Film Award v kategorii nejlepší herec                                                                               |
| 2015 | Purpurový vrch               | sir Thomas Sharpe      | nominace – Evening Standard British Film Award v kategorii nejlepší herec |
| 2015 | Spatřil jsem světlo          | Hank Williams          | |
| 2017 | Kong: Ostrov lebek           | kapitán James Conrad   | |
| 2017 | Thor: Ragnarok               | Loki                   | |
| 2018 | Pračlověk                    | lord Nooth             | |
| 2018 | Avengers: Infinity War       | Loki                   | |
| 2019 | Avengers: Endgame            | Loki                   | |
| 2021 | S Lokim nejsou žerty         | Loki (hlas)            | krátkometrážní film |
| 2022 | Vítej v klubu                | Loki (hlas)            | krátkometrážní film |
| 2023 | Ant-Man a Wasp: Quantumania  | Loki                   | |
| 2024 | The Life of Chuck            | Charles „Chuck” Krantz | |

### Televize
| Rok       | Název                                        | Role                           | Poznámky |
| --------- | -------------------------------------------- | ------------------------------ | --- |
| 2001      | The Life and Adventures of Nicholas Nickleby | lord                           | televizní film |
| 2001      | Konference ve Wannsee                        | telefonní operátor             | televizní film |
| 2001      | Armadillo                                    | Toby Sherrifmuir               | televizní film |
| 2002      | Stahující se mračna                          | Randolph Churchill             | televizní film |
| 2005      | A Waste of Shame                             | John Hall                      | televizní film |
| 2006      | Victoria Cross Heroes                        | kapitán „Jack“ Randle          | díl: „The Modern Age“ |
| 2006      | Suburban Shootout                            | Bill Hazeldine                 | 10 dílů |
| 2006      | Galápagos                                    | Charles Darwin (hlas)          | díl: „Islands that Changed the World“ |
| 2007      | Casualty                                     | Chris Vaughn                   | díl: „The Killing Floor“ |
| 2008      | Wallander                                    | Magnus Martinsson              | 6 dílů nominace – Crime Thriller Award v kategorii nejlepší herec ve vedlejší roli |
| 2008      | Smutky slečny Austenové                      | pan John Plumptre              | televizní film |
| 2009      | Return to Cranford                           | William Buxton                 | 2 díly |
| 2009      | Darwin's Secret Notebooks                    | Charles Darwin (hlas)          | dokument |
| 2012      | Robot Chicken                                | Lorax (hlas)                   | díl: „Butchered in Burbank“ |
| 2012      | V kruhy koruny: Jindřich IV.                 | princ Hal                      | televizní film |
| 2012      | V kruhy koruny: Jindřich V.                  | Jindřich V.                    | televizní film |
| 2013      | Griffinovi                                   | socha Griffina (hlas)          | díl: „No Country Club for Old Men“ |
| 2016      | Noční recepční                               | Jonathan Pine                  | 6 dílů, také výkonný producent TV Choice Award v kategorii nejlepší herec nominace – Cena Emmy v kategorii nejlepší herec v limitovaném seriálu nebo televizním filmu a nejlepší limitovaný seriál |
| 2016      | Lovci trolů od Guillerma Del Toro            | Kanjigar the Courageous (hlas) | díl: „Becoming: Part 1“ |
| 2021–2023 | Loki                                         | Loki                           | |
| 2021      | What If…?                                    | Loki (hlas)                    | |
| 2022      | The Essex Serpent                            | Reverend Will Ransome          | |

### Divadlo
| Rok  | Název                     | Role                       | Místo                                     | Poznámky                                                                                   |
| ---- | ------------------------- | -------------------------- | ----------------------------------------- | ------------------------------------------------------------------------------------------ |
| 2005 | Yorgjin Oxo: The Man      | Yorgjin Oxo                | Theatre 503                               |                                                                                            |
| 2006 | The Changeling            | Alsemero                   | Cheek by Jowl / Barbican / evropské turné | nominace – Ian Charleson Award                                                             |
| 2007 | Cymbelín                  | posmrtný Leonatus a Cloten | Cheek by Jowl / Barbican / evropské turné | Lauren Oliver Award v kategorii nejlepší nováček                                           |
| 2008 | Othello                   | Cassio                     | Donmar Warehouse                          | Ian Charleson Award (3. místo) nominace – Lauren Oliver Award v kategorii nejlepší nováček |
| 2008 | Ivanov                    | Lvov                       | Donmar Warehouse                          |                                                                                            |
| 2010 | The Children's Monologues | Prudence                   | Old Vic Theatre                           |                                                                                            |
| 2012 | The Kingdom of Earth      | Lot                        | Criterion Theatre                         |                                                                                            |
| 2013 | Coriolanus                | Coriolanus                 | Donmar Warehouse / Covent Garden Theatre  | Evening Standard Theatre Award v kategorii nejlepší herec                                  |
| 2017 | Hamlet                    | Hamlet                     | Královská akademie dramatického umění     |                                                                                            |
| 2019 | Betrayal                  | Robert                     | Harold Pinter Theatre                     |                                                                                            |

### Videohry
| Rok  | Název                | Role |
| ---- | -------------------- | ---- |
| 2011 | Thor: God of Thunder | Loki |